# Romateatern

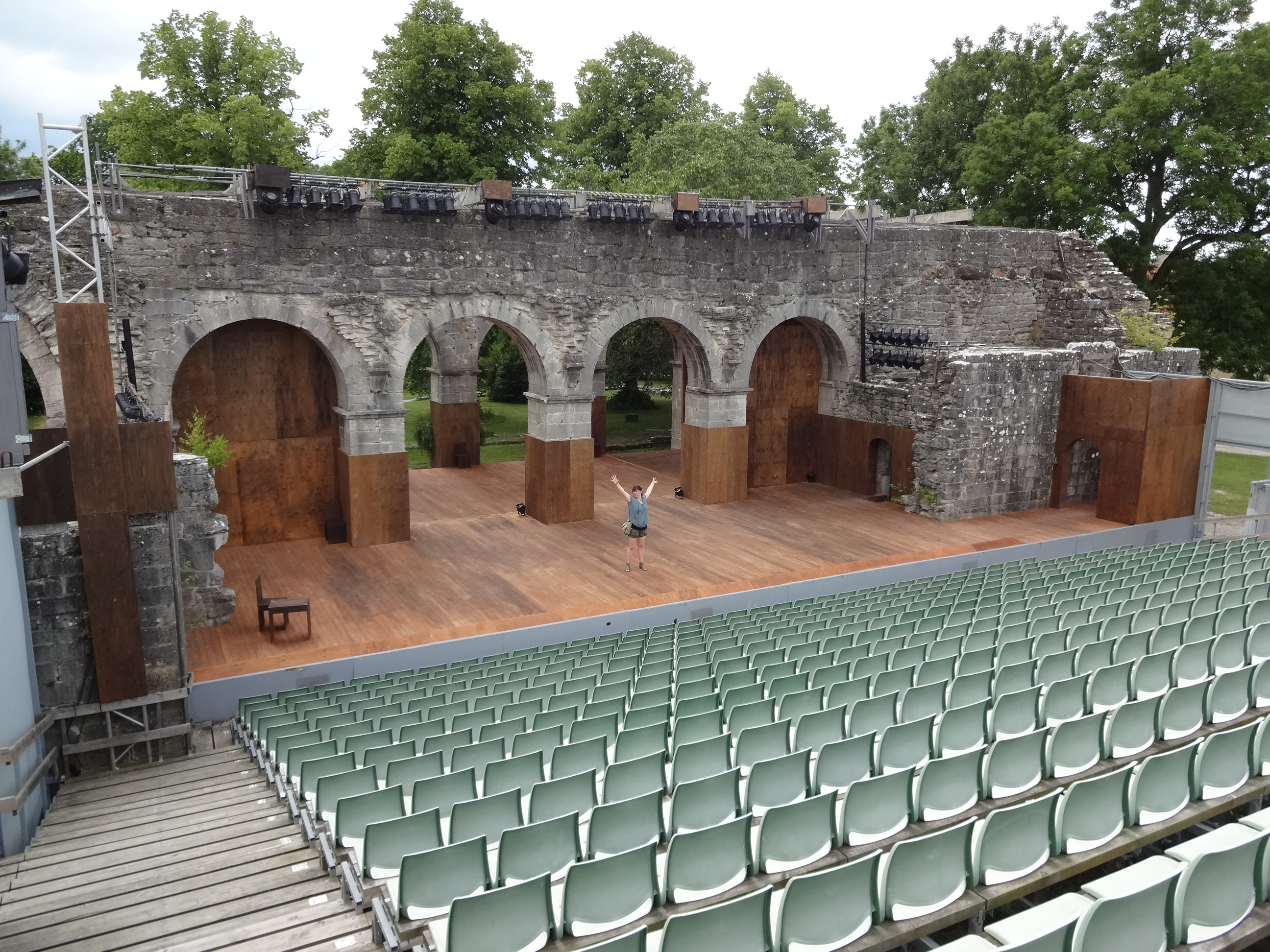
Friluftsteatern vid Roma klosterruin

Romateatern är en friluftsteater vid Roma klosterruin på Gotland. Scenen och publikläktaren byggs upp varje sommar invid själva ruinen som har anor från 1100-talet, och ligger i anslutning till Roma Kungsgård, uppförd på 1730-talet. Scenen anpassas för sommarens uppsättning och teatern har cirka 400 sittplatser. Romateatern har i Svenska Dagbladet beskrivits som "Sveriges vackraste utomhusscen".[källa behövs]
Teatern grundades 1989 av bland andra Martin Alskog och spelar främst dramatik av William Shakespeare. Spelperioden sträcker sig vanligtvis mellan slutet av juni och mitten av augusti, och årligen bruka teatern ha omkring 13000-14000 besökare per säsong.[källa behövs] Med ett undantag var 1996-2012 skådespelaren och regissören Thomas Segerström, en annan av teaterns grundare, årligen ansvarig för regin.
Teatern driver även ett teaterläger för barn och unga i början av juli varje år, har några säsonger drivit en internationell scen inne i Visby, och sedan 2015 arrangerat ett årligt symposium för teaterverksamma och forskare inom olika discipliner där aspekter av William Shakespeares verk är huvudtemat. Teatern håller också fortbildningskurser för skådespelare, både på Gotland och i Stockholm, i arbetet med Shakespeares texter.
Romateatern är en professionell teater som drivs som aktiebolag. Konstnärlig ledare för teatern är Stefan Marling och VD är Eva Carlberg.

## Föreställningar
| År   | Produktion                                               | Upphovsmän                                                          | Regi              | Noter |
| ---- | -------------------------------------------------------- | ------------------------------------------------------------------- | ----------------- | --- |
| 1989 | En midsommarnattsdröm A Midsummer Night's Dream          | William Shakespeare                                                 | Martin Alskog     | |
| 1990 | Trettondagsafton Twelfth Night, or What You Will         | William Shakespeare                                                 | Örjan Herlitz     | |
| 1991 | Romeo och Juliet The Tragedy of Romeo and Juliet         | William Shakespeare                                                 | Martin Alskog     | |
| 1992 | Mycket väsen för ingenting Much Ado About Nothing        | William Shakespeare                                                 | Martin Alskog     | |
| 1993 | Lika för lika Measure for Measure                        | William Shakespeare                                                 | Michael Cocke     | |
| 1994 | Stormen The Tempest                                      | William Shakespeare                                                 | Harald Wallgårda  | |
| 1995 | Två gentlemän från Verona The Two Gentlemen of Verona    | William Shakespeare                                                 | Martin Lindberg   | |
| 1996 | Köpmannen i Venedig The Merchant of Venice               | William Shakespeare                                                 | Thomas Segerström | |
| 1997 | Som ni vill ha det As you Like it                        | William Shakespeare                                                 | Thomas Segerström | |
| 1998 | Macbeth                                                  | William Shakespeare                                                 | Thomas Segerström | |
| 1999 | Trettondagsafton Twelfth Night, or What You Will         | William Shakespeare                                                 | Thomas Segerström | |
| 2000 | Othello                                                  | William Shakespeare Översättning Mats och Lars Huldén               | Thomas Segerström | Conny Vakare, Peter Järn, Lena Carlsson, Nina Pontén, Jesper Malm, Jimmy Lindström, Donald Högberg, Christer Flodin, Jan-Eric Granwald, Karin Westholm, Hanin Alnaher, Furat Jari Musik Thomas Almqvist, Scenografi Magnus Dahlbäck, Kostym AnnBritt Söderlund                                                                   |
| 2001 | Kung Lear King Lear                                      | William Shakespeare Översättning Britt G. Hallqvist                 | Thomas Segerström | Sven Wollter, Karin Kickan Holmberg, Gustav Levin, Paul Fried, Mikaela Hagelberg, Marika Bergström, Margareta Niss, Claes Hartelius, Sten Ljunggren, Conny Vakare, Andreas Nilsson, Peter Sundberg, Peter Järn Musik Thomas Almqvist och Robert Wahlström, Scenografi Gert Wibe, Ljus Christer Norrby, Kostym AnnBritt Söderlund |
| 2002 | En midsommarnattsdröm A Midsummer Night's Dream          | William Shakespeare Översättning Nina Pontén och Thomas Segerström  | Thomas Segerström | Conny Vakare, Hans Sandquist, Stefan Marling, Peter Sundberg, Jimmy Lindström, Andreas Nilsson, Bengt C.W. Carlsson, Nina Pontén, Malin Lundgren, Göran Berlander, Lars Andersson, Niklas Nordborg, Ulricha Johnson Musik Thomas Almqvist, Scenografi Gert Wibe, Ljus Christer Norrby, Kostym AnnBritt Söderlund                 |
| 2003 | Rickard III The Life and Death of King Richard the Third | William Shakespeare                                                 | Thomas Segerström | |
| 2004 | Mycket väsen för ingenting Much Ado About Nothing        | William Shakespeare                                                 | Thomas Segerström | |
| 2005 | Romeo & Julia The Tragedy of Romeo and Juliet            | William Shakespeare                                                 | Thomas Segerström | |
| 2006 | Slutet gott, allting gott All's Well That Ends Well      | William Shakespeare Översättning Nina Pontén                        | Thomas Segerström | Premiär 28 juni 2006 Annika Hallin, Tobias Aspelin, Peter Järn, Eva Millberg, Kalle Westerdahl, Magnus Eriksson, Stefan Marling, Jeremy Hardy, Hans Sandquist, Eva Melander |
| 2007 | Hamlet                                                   | William Shakespeare Översättning Britt G. Hallqvist                 | Lars Norén        | Scott Ackerman, Per Burell, David Dencik, Suzanna Dilber, Lo Kauppi, Iso Porovic, Lil Terselius Scenografi Lars Norén, Kostym Ann Bonander-Looft |
| 2008 | Revisorn Ревизор, Revizor                                | Nikolaj Gogol                                                       | Thomas Segerström | Mattias Linderoth, Kaj Ahlgren, Thomas Segerström, Nina Pontén, Sandra Huldt, Peter Jankert, Carl-Axel Karlsson Scenografi Nils Moritz |
| 2009 | Som ni vill ha det As You Like It                        | William Shakespeare Översättning Göran O. Eriksson                  | Thomas Segerström | Helena Nizic, Helena Thornqvist, Danilo Bejarano, Conny Vakare, Stefan Marling, Mikael Ahlsberg Scenografi och kostym Marcus Olson |
| 2010 | Macbeth                                                  | William Shakespeare                                                 | Thomas Segerström | Daniel Larsson, Louise Ryme, Stefan Marling, Jonatan Blode, Conny Vakare, Nina Pontén, Robert Gustafsson Scenografi och kostym Marcus Olson |
| 2011 | Trettondagsafton Twelfth Night, or What You Will         | William Shakespeare Översättning Göran O. Eriksson                  | Thomas Segerström | Michael Segerström, Ulf Brunnberg, Louise Ryme, Sanna Ingermaa Nilsson, Stefan Marling, Tobias Aspelin, Daniel Larsson, Johan Wahlström, Agneta Wallin, Christian Hillborg Scenografi och kostym Marcus Olson |
| 2012 | Othello                                                  | William Shakespeare Översättning Mats och Lars Huldén               | Thomas Segerström | Peter Gardiner, Allan Svensson, Ida Wallfelt, Ia Langhammer, Victor Trädgårdh, Stefan Marling, Thomas Segerström, Mikael Ahlberg, Sanna Sjövall, Jacob Nordquist Scenografi Marcus Olson |
| 2014 | Komedi av Misstag The Comedy of Errors                   | William Shakespeare Översättning Nina Pontén                        | Stefan Marling    | Tobias Aspelin, Andreas Nilsson, Karin Kickan Holmberg, Gloria Tapia, Mikaela Hagelberg, Peter Eriksson, Johanna Haglund |
| 2015 | Fåfängt Frieri Love's Labour's Lost                      | William Shakespeare Översättning Nina Pontén                        | Stefan Marling    | Mattias Lenhoff, Jo Rideout, Jakob Tamm, Malin Alm, Clara Strauch, Tobias Aspelin, Nicholas Olsson, Gabriel Marling-Rideout, Simon Edenroth, Anton Cöster, Pascal Crepault Wibe Scenografi och kostym Marcus Olson |
| 2016 | Lika för lika Measure for Measure                        | William Shakespeare Översättning Nina Pontén                        | Stefan Marling    | Tomas Lindström, Jesper Feldt, Rita Hjelm, Charlie Challis, Philip Lithner, Jo Rideout Scenografi och kostym Marcus Olson |
| 2017 | En vintersaga The Winter's Tale                          | William Shakespeare Översättning Britt G Hallqvist och Claes Schaar | Maria Åberg       | Olle Sarri, Malin Arvidsson, Annika Olsson, Kim Sulocki, Daniel Gustavsson, Stina Nordberg, Nicholas Olsson, Vilhelm Blomgren, Frida Stavnes, Hugo Sjöblom, Albin Carlsson Scenografi och kostym Naomi Dawson |
| 2018 | Sommarnattens leende                                     | Ingmar Bergman Dramatisering Nina Pontén                            | Hugo Hansén       | Lia Boysen, Rachel Mohlin, Lena Strömdahl, Peter Eggers, Steve Kratz, Andreas Rothlin Svensson, Alexandra Drotz Ruhn, Joel Ödmann, Natalie Sundelin, Niklas Nordborg, Channa Ekborg, Vide Bergström, Albin Carlsson, Nils Stenhammar, Olof Axel Sundberg Scenografi och kostym Marcus Olson                                      |
| 2019 | Kung Lear King Lear                                      | William Shakespeare Översättning Britt G. Hallqvist                 | Sara Giese        | Premiär 26 juni 2019 Bengt C.W. Carlsson, Alicia Söderman, Janna Granström, Per Öhagen, Sten Johan Hedman, Gustav Ekman Mellbin, Marika Holmström, Nadia Hussein, Sofia Bach, Johan Lundberg, Nicklas Nordborg, Vide Bergström Scenografi och kostym Matilda Hyttsten                                                            |

## Avslut och framtid
I januari 2024 meddelade Romateaterns styrelse att ingen ny föreställning skulle sättas upp under året, och att hela styrelsen valt att avgå. I juli 2024 bekräftades att verksamheten formellt upphör, efter att Region Gotland avslagit ansökan om fortsatt verksamhetsstöd. Därmed avslutades teaterverksamheten i Roma klosterruin efter över trettio års verksamhet.
Den ambulerande barn- och ungdomsteatergruppen Teatervagnen, som tidigare varit en del av Romateaterns verksamhet, fortsätter dock som ett fristående projekt under ledning av tidigare medarbetare.